# Макинтош (окръг, Оклахома)
Вижте пояснителната страница за други значения на Макинтош.
Окръг Макинтош (на английски: McIntosh County) е окръг в щата Оклахома, Съединени американски щати. Площта му е 1844 km², а населението – 19 456 души (2000). Административен център е град Юфола.